# Bébé sur la Canebière
Pour plus de détails, voir Fiche technique et Distribution.
Bébé sur la Canebière est un film muet français de court métrage réalisé par Louis Feuillade et sorti en janvier 1911.

## Fiche technique
- Titre original : Bébé sur la Canebière
- Titre alternatif : Bébé fait visiter Marseille
- Réalisation et scénario : Louis Feuillade
- Société de production : Société des Établissements L. Gaumont
- Pays : France
- Format : Muet - Noir et blanc - 1,33:1 - 35 mm
- Métrage : 145 m
- Genre : Comédie
- Durée : inconnue
- Date de sortie : 
  - France : janvier 1911

## Distribution
- René Dary : Bébé (comme Clément Mary)
- Renée Carl : la mère, Mme Labèbe
- Henri Collen
- Jeanne Marie-Laurent
- Alphonsine Mary : Fonfon, la petite sœur de Bébé